# Pedro Rosique y Hernández
Pedro Rossique y Hernández (Lorca, 1804 - Madrid, 1869) político y noble español, II marqués de Camachos, IV marqués de Casa-Tilly, caballero gran cruz de la Orden de Carlos III, caballero de la Orden de Santiago, caballero de primera clase de la Orden de San Fernando, cruz y placa de 1º Clase de la Orden de la Beneficencia, caballero de la Real Maestranza de Caballería de Sevilla, senador vitalicio del Reino, gobernador civil de la Provincia de Murcia, jefe del Partido Liberal Progresista en Murcia, coronel de la Milicia Urbana; antes de la desamortización fue regidor perpetuo, alférez mayor y alcalde de la Santa Hermandad en Cartagena.

## Biografía
Nace Rossique en 1804 en Lorca. Sus padres fueron Francisco Rossique y Everardo-Tilly y María Ascensión Hernández. Casó en primeras nupcias en 1828 con su prima segunda María Dolores de Borja y Fernández Buenache, I marquesa de Camachos. Tenían su residencia en el Palacio de Casa Tilly de Cartagena, sito en la calle Mayor, ahora casino social, que fue mandado construir por su bisabuelo común el capitán general de la Armada Francisco Javier Everardo-Tilly. 

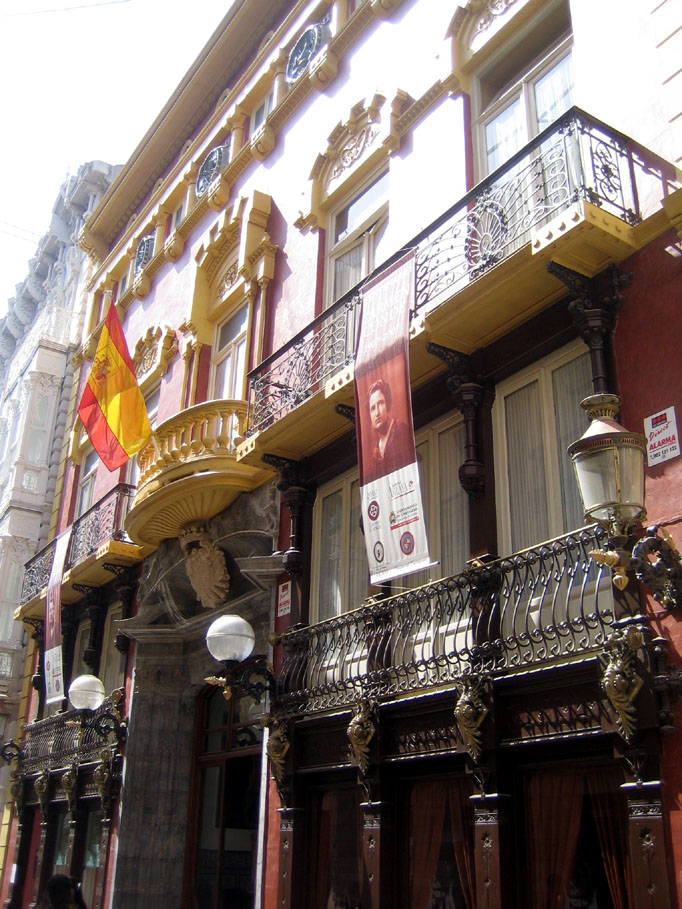
Palacio de los marqueses de Casa Tilly, en Cartagena.

En 1830 es Regidor perpetuo de Cartagena. En 1833 es nombrado alférez mayor de la Villa de Cartagena. Ese mismo año levantó el estandarte pendón de Castilla en Cartagena para la jura y proclamación de la Reina Isabel II de Borbón que entonces contaba tres años. En 1834 fue nombrado alcalde de la Santa Hermandad de Cartagena. En 1835 era comandante de la Milicia Urbana de Cartagena.
En agosto de 1838, Pedro junto a otros notables hombres de la ciudad proponen al ayuntamiento construir la plaza de toros que ellos mismos promovían. El proyecto era del arquitecto cartagenero Juan Ibáñez. No se llevó a cabo.

## Líder del Partido Progresista
El 22 de septiembre de 1840 era presidente de la Junta provisional de Gobierno de la provincia de Murcia durante la regencia del general Baldomero Espartero (1840-1843). 
Los conservadores representados por Leopoldo O'Donnell y Narváez no cesaron en sus pronunciamientos. En 1843 el deterioro político se acentuó y hasta los liberales (partido progresista) que le habían apoyado tres años antes, conspiraban contra él. El 11 de junio de 1843 la sublevación de los moderados fue también arropada por los hombres de la confianza de Espartero como Joaquín María López y Salustiano Olózaga.
El 21 de junio de 1843 dice el Diario Mercantil lo siguiente: "Las columnas espedicionarias de Cartagena y Orihuela acaban de entrar en Murcia. El Marqués de Camachos está sitiado en una plaza". Como comandante de la Milicia Urbana y máximo representante político de la ciudad, era su deber defender la legalidad del gobierno central, representado por el general Espartero, que había sido respaldado por las Cortes Generales en 1841, en contra de la sublevación y pronunciamiento de los moderados que querían derrocar el gobierno legítimo. 
El 27 de junio de 1843, después de sufrir seis días de sitio en la plaza de Murcia, ahora denominada plaza del marqués de Camachos, se llegó a un acuerdo para cesar los enfrentamientos y consintió en adherirse al pronunciamiento a condición que lo nombraran presidente de la Junta Provincial. 
El 29 de noviembre de 1843, según la Posdata de Madrid, Rosique fue nombrado coronel de la Milicia Urbana en los últimos momentos de la vida política de Perdigón, y rehabilitado en su destino por el decreto de Salustiano Olózaga que rehabilitaba los destinos, gracias y condecoraciones que concedió Perdigón.
Estas acciones le valieron la cruz de la Orden de San Fernando.

## Exilio en Madrid
El General Espartero marcha al exilio en Inglaterra. Con el general Narváez, líder del Partido Moderado, que asumió la Presidencia del Gobierno el 4 de mayo de 1844, se inicia la Década Moderada. Pedro es exiliado forzoso en Madrid para tenerlo controlado.
En 19 de septiembre de 1846 Pedro es vicepresidente del Banco del Progreso con sede en Madrid, del cual es presidente Álvaro Gómez Becerra (político, ministro de Gracia y Justicia con Mendizábal, regente del Reino con Espartero) y presidente de la Junta de Gobierno José Landero y Corchado (militar, jurista y político liberal, ministro de Gracia y Justicia con Espartero, senador vitalicio).
El 2 de julio de 1847 Pedro es miembro de la junta directiva del diario El Espectador de Madrid, del cual es presidente Álvaro Gómez Becerra, junto a José Landero y Corchado, don Ramón María Calatrava (político, miembro del Senado durante cuatro legislaturas, ministro de Hacienda, miembro del Consejo de Estado), Angel Fernández de los Ríos (periodista, político, editor, urbanista, escritor e historiador español de la Generación del 68), Agustín Fernández Gamboa (político, diplomático, alto funcionario del Estado y militar español)
El 18 de agosto de 1847, según el periódico El Espectador edición de Madrid, "...el marqués de Camachos es ovacionado en Cieza a su regreso a Murcia, después de cuatro años forzosos en Madrid". Entra en Murcia rodeado y aclamado por más de 7.000 personas. Se le propone para la presidencia del partido Progresista.

## Ferrocarril
En 1852 Pedro dirige e impulsa con energía la realización de las obras del ferrocarril del mediterráneo Albacete-Cartagena. 
La línea completa (con unos 240 km en total) fue finalizada oficialmente el 27 de abril de 1865. Precisamente en la plaza del marqués de Camachos, con motivo de la llegada de la Reina Isabel II para la inauguración del ferrocarril se levantó un arco, del que hoy no queda más que testimonio histórico. Pedro pudo ver el ferrocarril llegar a su ciudad antes de morir. Curiosamente murió en Madrid y su cadáver viajó en tren hasta Murcia.

## Gobernador de Murcia
Durante el Bienio Progresista (1854–1856), el 9 de agosto de 1854 toma posesión de la Gobernación de Murcia, cargo nombrado por la Reina Isabel II y firmado por el presidente del consejo de Ministros Baldomero Espartero. En el periódico Las Provincias de Levante se publica "...fue nombrado Gobernador de Murcia el Jefe de los Liberales, de pura historia progresista, Don Pedro Rossique Hernández, Marqués de Camachos y de Casa Tilly, Vizconde de Everardo, político de alta talla...".
El 7 de noviembre de 1854 la Reina Isabel II le nombró caballero gran cruz de la Orden de Carlos III.
Al inicio de su mandato como Gobernador de la provincia, tuvo que hacer frente a una epidemia de cólera morbo; "...reúne en pleno extraordinario a varios prohombres componentes del Ayuntamiento de Cartagena. Se les pregunta si estarían dispuestos a asumir los puestos anteriores en caso de invasión de cólera morbo, ya que el actual Ayuntamiento y juntas de sanidad, casi en su totalidad, afirman ausentarse de la ciudad en tan desgraciado caso. Todos responden que se quedarán en Cartagena en cualquier caso, pero que no aceptan volver a los cargos. El 21 de agosto de 1855, en sesión extraordinaria procede a relevar de sus cargos a dichos señores. El nuevo alcalde toma juramento a los nuevos concejales y síndico, que juntamente con los que decidieron no huir, forman el nuevo Ayuntamiento...".
También durante su mandato tuvieron lugar las inundaciones de Murcia, y su buen hacer le valió la Cruz y Placa de la Beneficencia de primera clase. El escrito de concesión se publicó en la Gaceta de Madrid el 29 de junio de 1856: "Excmo. Señor: Enterada la Reina de los nobles sentimientos de V.E., anticipando a la junta de hacendados de esta capital la suma de 400.000 reales de su bolsillo particular para la grande obra de rehacer la presa desbordada del río Segura; y considerando la consternación que se hallaba esa ciudad, y los inmensos daños que ocasionaba su rotura a toda la huerta, se ha servido conceder a V.E. la Cruz de Beneficencia de primera clase, como un testimonio de lo gratos que le son siempre tales actos de filantropía, siendo la voluntad de S.M. que para satisfacción de V.E., y que pueda su ejemplo servir de estímulo en ocasiones de esta clase, se publique esta resolución en la Gaceta. De Real Orden lo digo a V.E. para su conocimiento y satisfacción. Dios guarde a V.E. muchos años. Madrid a 26 de julio de 1856. Señor Marqués de Camachos, Gobernador de la provincia de Murcia."
El 25 de julio de 1856 la Reina Isabel II le admite a Pedro la dimisión del cargo de Gobernador de Murcia, firma el presidente del consejo de ministros Leopoldo O'Donnell. Coincide con la salida del gobierno de su amigo y compañero el general Baldomero Espartero.

## Teatro Guerra de Lorca
Los lorquinos querían un gran teatro en su ciudad. El anterior teatro de La Higuera ubicado en un local, no era lo que la ciudad demandaba. Los primeros en mostrar esta preocupación fueron el marqués de Camachos, Pedro Muñoz, Andrés Gómez y Juana Rocafull, que crean una sociedad en 1857 aportando 260.000 reales.

## Senador
En 13 de septiembre de 1859 se le nombra senador del Reino vitalicio.

## Registros civiles
Desde su alta posición en el Senado, trabaja activamente en la creación de los registros civiles. No llegó a ver el fruto de su trabajo, pues el registro civil no se implantó en España hasta 1871. 

## Festejo del Entierro de la Sardina
Durante sus últimos años de vida, fue uno de los mayores patrocinadores del festejo anual Entierro de la Sardina en Murcia.

## Últimos años: viudez, nuevo matrimonio y muerte
El 12 de junio de 1861 fallece su mujer María Dolores en Cartagena. No deja descendencia. El periódico La España de Madrid publica su necrológica el 17 de julio: "Muy sentida ha sido en general esta natural desgracia, y nada más justo que tal tributo, cuanto que, la inagotable caridad de la finada, para con todos los desgraciados, y lo bello de su corazón generoso, la hacían merecedora del aprecio general. Séale la tierra ligera."
El 12 de febrero de 1864 nace en el Palacio Real de Madrid la hija menor de la reina Isabel II, la infanta María Eulalia de Borbón. El marqués de Camachos se encuentra en la habitación contigua y firma el acta de nacimiento como uno de los testigos principales.
El 15 de abril de 1864 obtiene autorización real y casa con Rita Pagán y Ayuso. Padres de:  Pedro, Julián, Enrique y Francisco de Asís. 
En 1869 muere Rossique en Madrid de una apoplejía y su cadáver es trasladado a Murcia en tren.

## Condecoraciones
- Caballero gran cruz de la Orden de Carlos III
- Caballero de la Orden de Santiago
- Caballero de 1ª Clase de la Orden de San Fernando
- Cruz y placa de 1º Clase de la Orden de la Beneficencia
- Caballero de la Real Maestranza de Caballería de Sevilla